# ویرو کسکوس

ویرو کسکوس

ویرو کسکوس (استونیایی: Viru Keskus) یا مرکز ویرو یکی از بزرگ‌ترین مراکز خرید و تفریحی تالین، استونی است.
این مرکز خرید که در سال ۲۰۰۴ تأسیس شده دارای ۱۰۹ فروشگاه و مرکز خدمات و همچنین بزرگ‌ترین مرکز فروش لوازم آرایشی و جواهرات در کشورهای حوزه دریای بالتیک است.

## نگارخانه

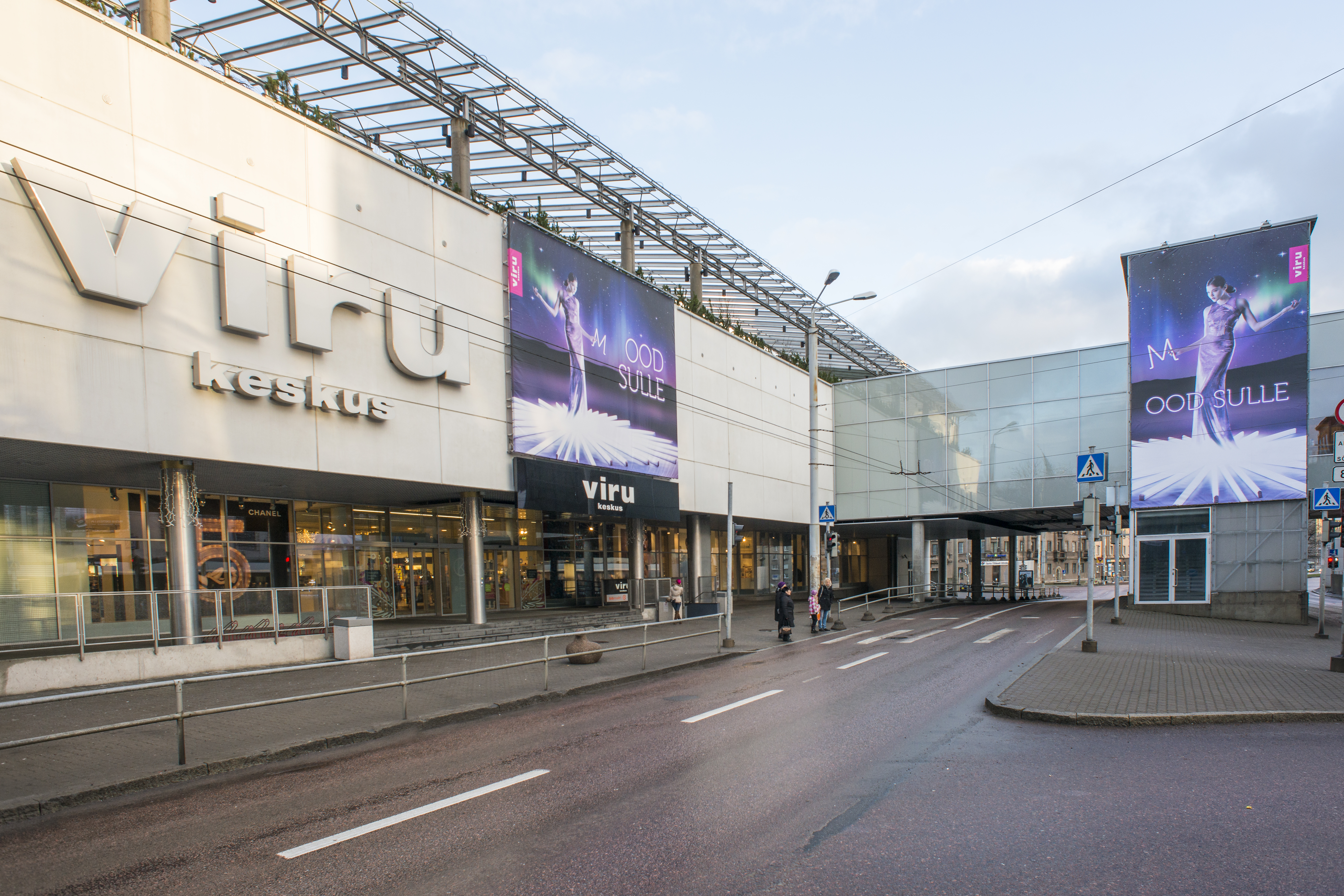
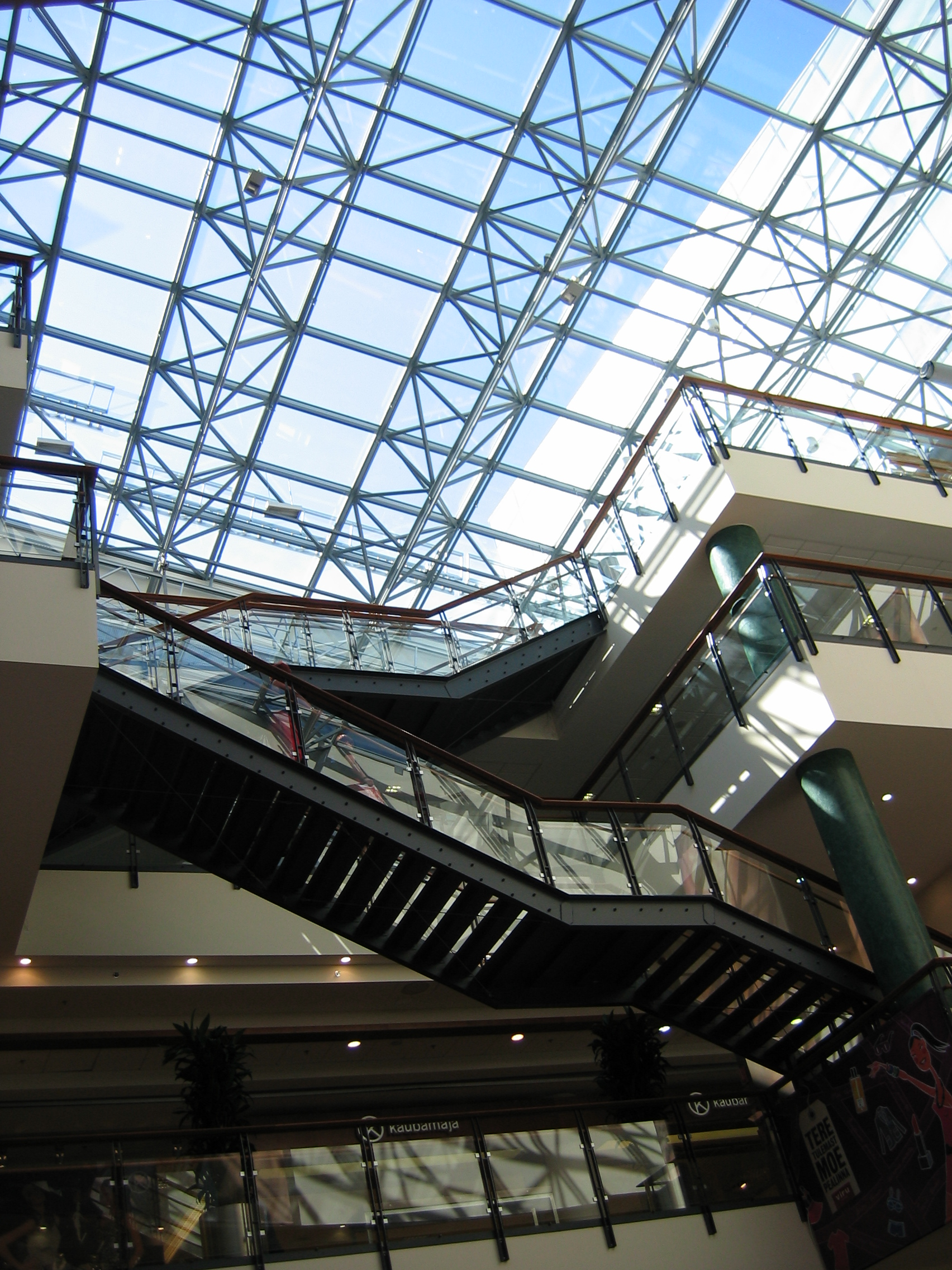
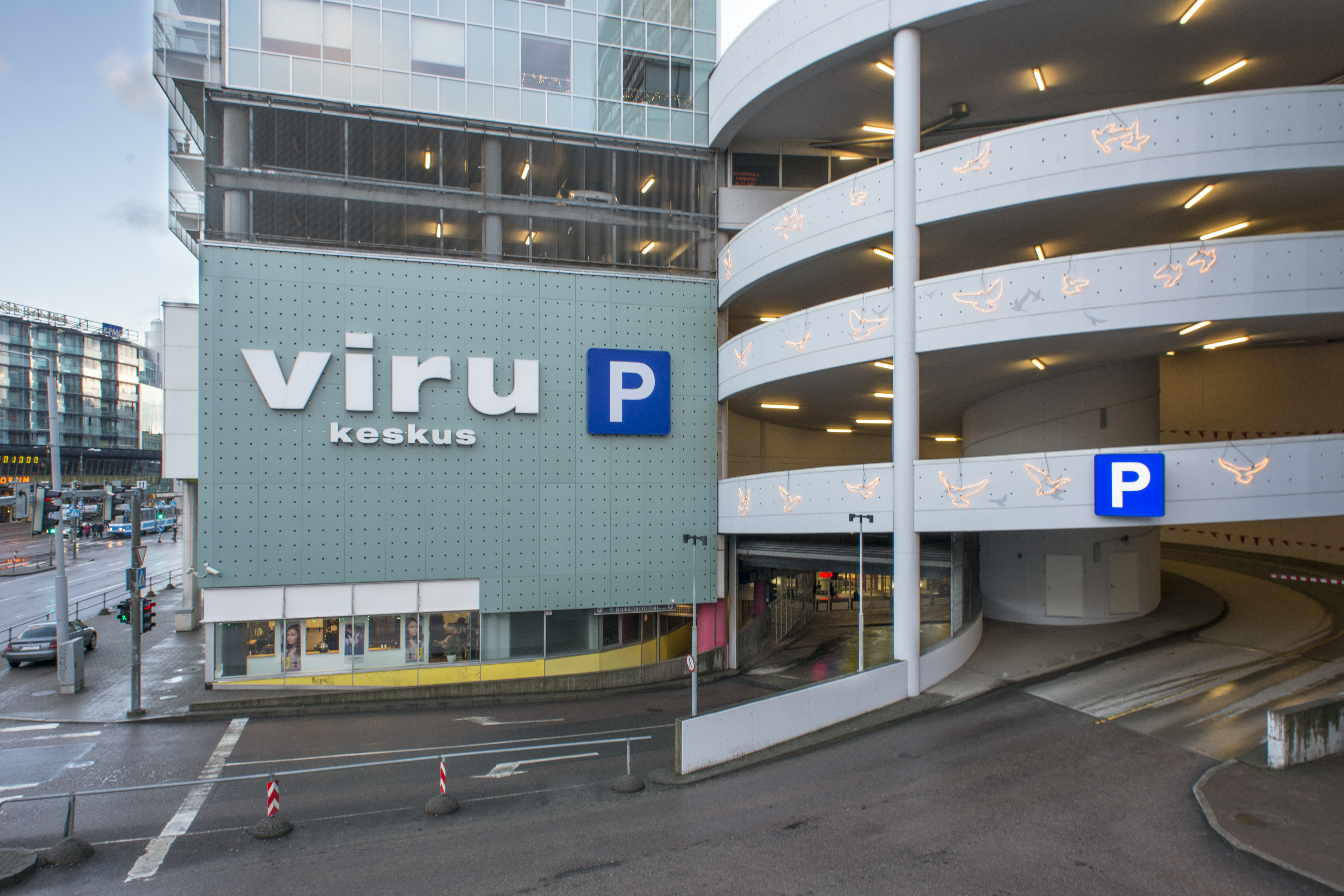
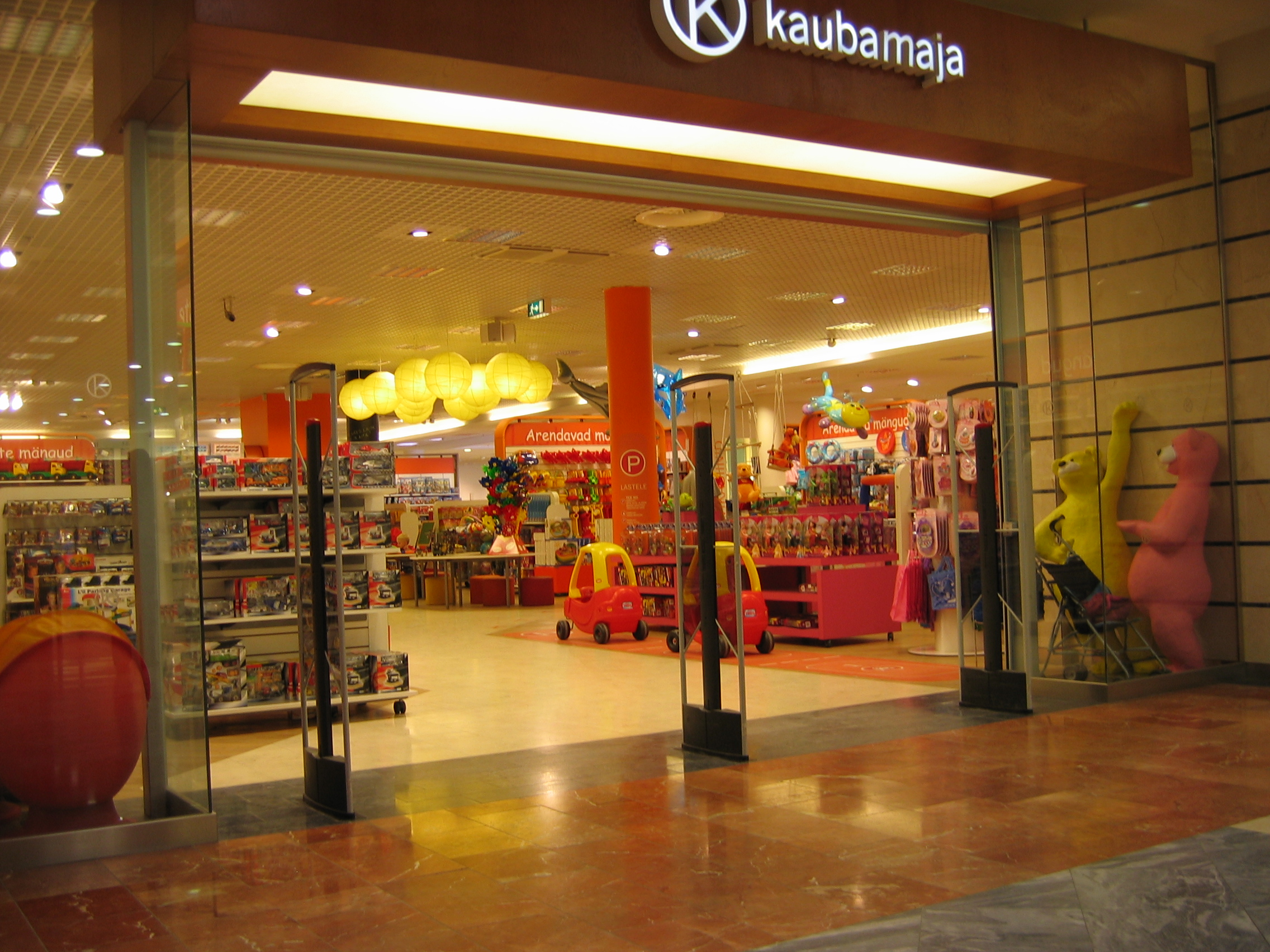
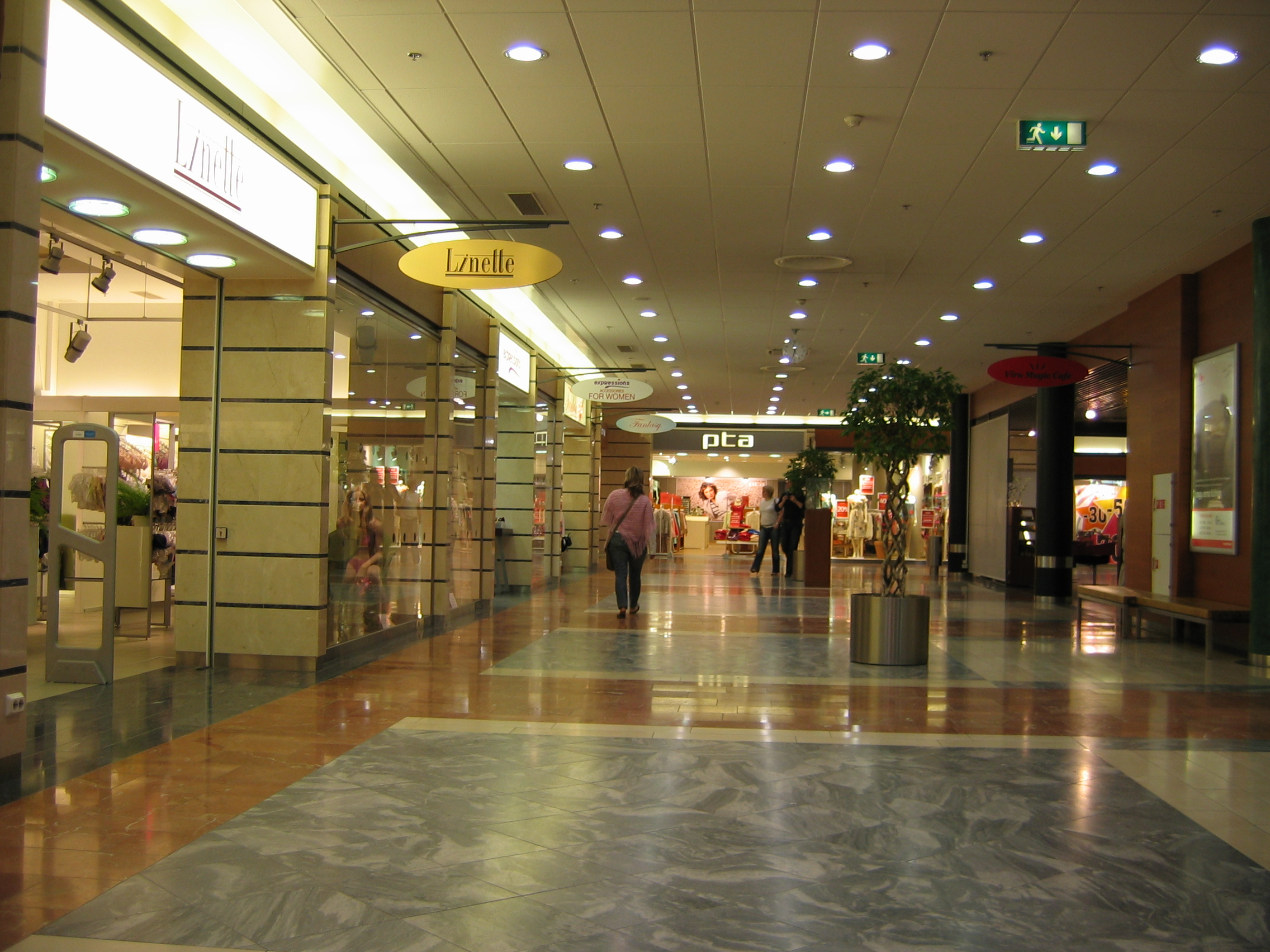